# 도쿠가와 요시노부 (드라마)
《도쿠가와 요시노부》(일본어: 徳川慶喜)는 1998년 1월 4일부터 12월 13일까지 방송한 NHK의 37번째 대하드라마이다.

## 등장인물
도쿠가와 요시노부 - 모토키 마사히로(아역：와카바 류야, 사키모토 히로미)
(시치로마로 → 도쿠가와 요시노부)
도쿠가와 나리아키 - 스가와라 분타
시치로마로(=요시노부)의 아버지
도쿠가와 아키타케 - 나카무라 하시노스케
시미즈 도쿠가와가의 6대 당주
아츠히메/덴쇼인 - 후카츠 에리
도쿠가와 이에사다의 미다이도코로
니시 아마네 - 코히나타 후미요
도쿠가와 요시노부의 정치고문
다키야마 - 사사키 스미에
오오쿠의 실권자(오토시요리)
지카코 내친왕 - 고바시 메구미
닌코 천황의 8녀로 훗날 도쿠가와 이에모치의 배우자
이이 나오스케 - 스기 료타로
도쿠가와 이에사다 사후의 다이로

## 같이 보기
- 미토시
- 시즈오카시
- 도쿄

| NHK 대하드라마                            | NHK 대하드라마                          | NHK 대하드라마                    |
| 이전 작품                                 | 작품명                                  | 다음 작품                         |
| ----------------------------------------- | --------------------------------------- | --------------------------------- |
| 모리 모토나리（もうりもとなり）〔1997년〕 | 도쿠가와 요시노부（徳川慶喜）〔1998년〕 | 겐로쿠 요란（元禄繚乱）〔1999년〕 |